# ستانيسلاف شيستاك

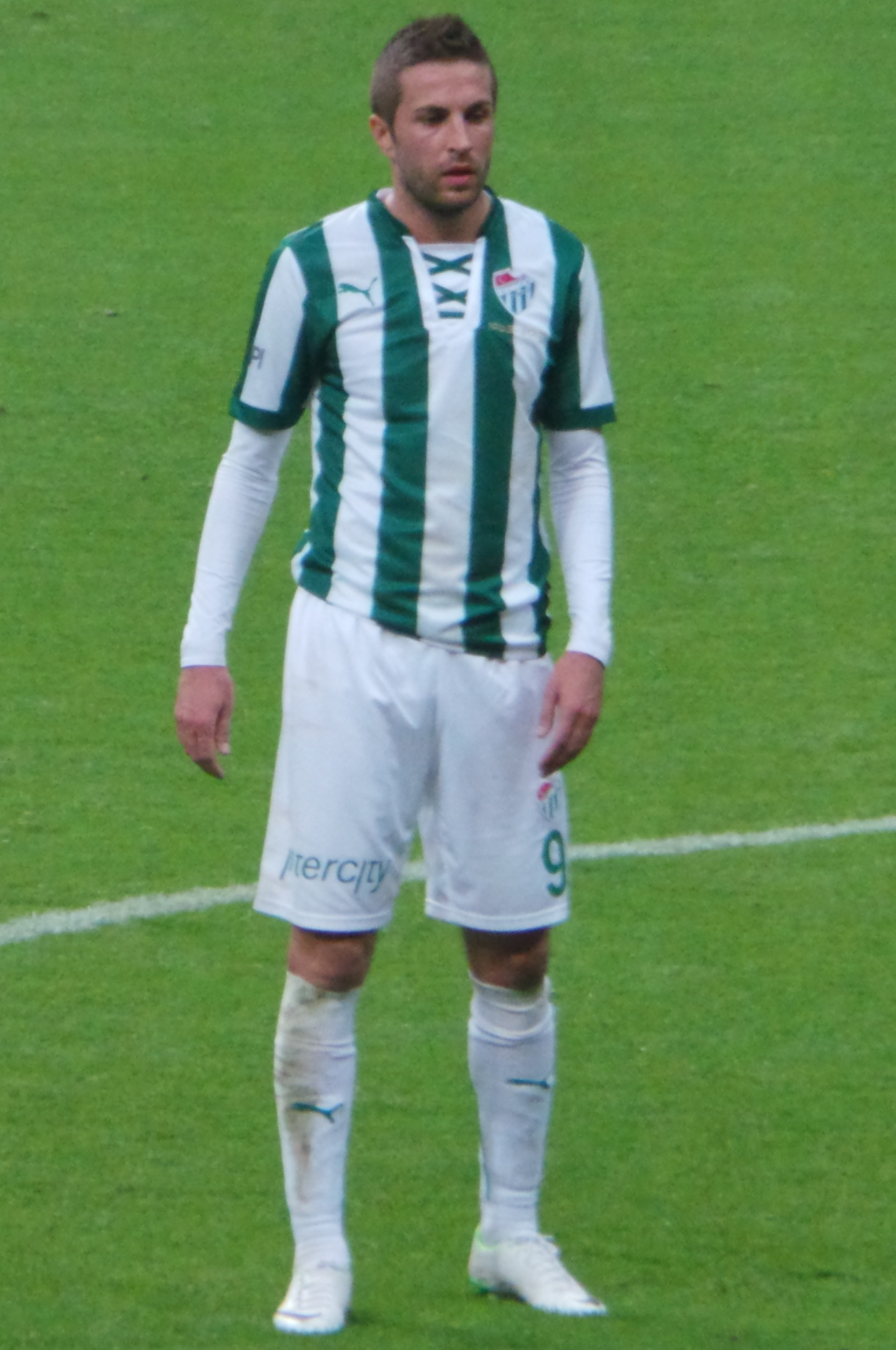

ستانيسلاف شيستاك (مواليد 16 ديسمبر 1982 في ديمياتا - تشيكوسلوفاكيا) لاعب كرة قدم سلوفاكي يلعب حاليا لصالح نادي الدرجة الأولى بوخوم الألماني منذ 2007 في مركز المهاجم كما يجيد اللعب في مركز الجناح .

## روابط خارجية
- ستانيسلاف شيستاك على موقع الاتحاد الدولي (مؤرشف)  (الإنجليزية)
- ستانيسلاف شيستاك على موقع الاتحاد الأوربي (الإنجليزية)
- ستانيسلاف شيستاك على موقع اتحاد تركيا (لاعب) (الإنجليزية)
- ستانيسلاف شيستاك على موقع قاعدة بيانات كرة القدم.إي يو (الإنجليزية)
- ستانيسلاف شيستاك على موقع بيانات كرة القدم. دي إي (الألمانية)
- ستانيسلاف شيستاك على موقع ناشيونال فوتبول تيمز (الإنجليزية)
- ستانيسلاف شيستاك على موقع Soccerway.com (الإنجليزية)
- ستانيسلاف شيستاك على موقع عالم كرة القدم.نت (الإنجليزية)
- ستانيسلاف شيستاك على موقع AS.com (الإسبانية)